# Willy Garaventa
Willy Garaventa (* 8. Januar 1934 in Luzern als Wilhelm Anton; † 14. Oktober 2022 in Zürich) war ein Schweizer Seilbahnpionier und Unternehmer.

## Leben
Willy Garaventa war das jüngste von vier Kindern von Anna Maria (1891–1946) und Karl Garaventa (1888–1965). Nach einer Lehre als Bau- und Apparateschlosser in Schwyz sowie der Rekrutenschule stieg Willy Garaventa 1953 in die väterliche Firma ein, welche seit 1928 Seilbahnen zum Holz- und Materialtransport herstellte. Drei Jahre später zog sich Karl Garaventa mit 68 Jahren aus dem Geschäftsleben zurück und überliess seinem Sohn die Leitung. Willys älterer Bruder Karl Garaventa jun. (1922–1989) betrieb zur damaligen Zeit eine eigene Firma für Materialseilbahnen. Als die Brüder Willy und Karl Garaventa jun. feststellen, dass sie sich um den gleichen Auftrag für eine Seilbahn auf die Seebodenalp bewerben wollten, beschlossen sie, sich zusammenzutun. Am 1. Januar 1957 gründeten sie die Kommanditgesellschaft Karl Garaventa’s Söhne, Seilbahn-Maschinenbau, 6405 Immensee.
1961 heiratete Willy Garaventa Beatrice Studer. 1962 kam Tochter Daniela Garaventa zur Welt, 1966 Tochter Alexandra Garaventa.
In den 1960er- und 1970er-Jahren wuchs die Firma der Garaventa Brüder im Zuge des Wirtschaftsbooms und des Ausbaus des Tourismus in den Bergregionen zu einer der führenden Schweizer Seilbahn-Firma heran. Sie baute immer grössere Personenseilbahnen, die nicht nur auf bekannte Schweizer Gipfel wie Rigi, Pilatus oder Säntis führten. Mit dem Bau einer Seilbahn im kalifornischen Squaw Valley gelang dem Unternehmen 1968 auch der internationale Durchbruch. Ob in den USA, Kanada oder Grönland, Willy Garaventa übernahm in den 1960er- und 1970er-Jahren oftmals selbst die Bauleitung im Ausland. Er liebte das Abenteuer. 1993 gab er die operative Tätigkeit im Unternehmen auf, das Anfang 2002 mit dem österreichischen Seilbahnbauer Doppelmayr zur heutigen Doppelmayr Garaventa Gruppe fusionierte.
Willy Garaventa starb im Oktober 2022, nachdem er wegen eines nicht lebensbedrohlichen Leidens ins Spital kam. Die Erben gingen gegen die Klinik wegen unsorgfältiger Behandlung vor. Die Auseinandersetzung endete mit einem Vergleich.